# In Mute
In Mute (estilizado como [In Mute]) es una banda española de death metal melódico. El grupo se forma a mediados de 2003, aunque no llega a consolidar su estilo musical hasta 2005 (con influencias de bandas como Opeth, Gojira, Arch Enemy, In Flames, etc.)
Tras varios cambios de formación, en 2006 graban su primer LP, Aeternum, en Sunnday Studios (Murcia) a cargo de Joaquín Sánchez y masterizado en Cutting Room (Suecia). Sin embargo, el álbum no ve la luz hasta 2009 debido a los retrasos típicos de la autoproducción.
Alberto, el vocalista desde los inicios, decide abandonar el grupo en 2010. Su lugar lo ocupa Steffi, que da un giro importante en el enfoque de In Mute, dándole un toque diferenciador y característico a la agrupación, proporcionando un estilo más depurado, contundente y versátil a la voz. In Mute empieza a popularizarse progresivamente gracias al duro trabajo que les lleva a compartir escenario con grandes exponentes del metal nacional como Angelus Apatrida, Ktulu y más recientemente, Crisix. 
En junio de 2012 comienzan un nuevo proyecto con la banda renovada: un ambicioso EP, One in a Million, producido y grabado por Raúl Abellán (Animal Music Productios) y masterizado en Finnvox (Finlandia) por Mika Jussila.
En 2014 presentan su primer videoclip de la canción Waiting, extraída de "One in a Million". Además, participan en la WOA Metal Battle Spain (torneo por eliminatorias para ganarse una plaza en el prestigioso festival de metal Wacken Open Air, en Alemania), donde consiguen clasificarse para la final. A día 1 de agosto, In Mute se proclaman vencedores de dicha final tras su actuación en Wacken. Siguiéndole una gira que les llevó a todos los rincones del país pasando por los festivales más Prestigiosos, entre ellos, Viñarock, Leyendas del Rock, Resurrection Fest, etc.
En 2016 entran de nuevo al estudio para conformar “GEA” (Art Gates Records), primer largo de la formación actual. Este trabajo, pre-producido por Davish G. Álvarez y grabado en Millenia Estudios por Raúl Abellán, les llevó de nuevo a girar por todo el país y parte de Europa, visitando países como Belgica, Francia, Malta o Portugal. Además consiguieron una de las 26 plazasen la edición de "Girando por Salas" del año 2018, una selección llevada a cabo de entre más de 1200 propuestas de todo el país. Es en este momento que se une a sus filas Mike a la guitarra, cubriendo toda la “Gea Spanish Tour” y sus fechas por el extranjero. 
A principios de 2019 abandona la banda su anterior vocalista Steffi dando fin a la etapa más dorada de la banda, y ocupando su puesto Vanja Plavsic (Ex-MartYrium) con la que se pondrán a trabajar inmediatamente en la creación de nuevo material que tomará forma en “Chaos Breeder” (Art Gates Records) en noviembre de 2019. Frenéticos meses entregados a la composición y grabación de este LP darán como resultado 8 contundentes cortes, con un sonido más moderno, contando de nuevo con la producción a cargo de Davish G. Álvarez. Mezclado y masterizado por Groka Dresbaj en The Room BCN, se graba entre New Level Studios, Elefante Estudio y Fireworks Studios. 
Inician el “Chaos Will Rise Tour”, realizando solo tres fechas del mismo y en su mayoría pospuesto debido a la crisis sanitaria internacional.
En junio de 2020, Vanja decide abandonar la banda y Mike pasa a encargarse de las voces melódicas y el estilo de la banda evoluciona hasta alcanzar unos tonos más progresivos y variados, sin sacrificar el propio sonido marca de la casa.
Anuncian un nuevo clip, pero el camino de la banda se ve truncado al anunciar la separación de la misma y finalización del proyecto. Preparando una última fecha de despedida en diciembre de 2021, que tampoco se llegó a celebrar.

## Discografía
| Año  | Título                | Discográfica      |
| 2009 | Aeternum (LP)         | (Autoeditado)     |
| 2012 | One in a Million (EP) | (Autoeditado)     |
| 2017 | Gea (LP)              | Art Gates Records |
| 2019 | Chaos Breeder (LP)    | Art Gates Records |